# Bully (Loire)
Bully település Franciaországban, Loire megyében. Lakosainak száma 433 fő (2022. január 1.). Bully Saint-Jean-Saint-Maurice-sur-Loire, Cordelle, Cremeaux, Saint-Polgues és Vézelin-sur-Loire községekkel határos.

## Népesség
A település népességének változása:
| Lakosok száma | 318  | 252  | 269  | 372  | 417  | 415  | 408  | 403  | 398  | 433  |
|               | 1968 | 1982 | 1990 | 2006 | 2013 | 2015 | 2017 | 2019 | 2020 | 2022 |